# 礼文薄雪草
礼文薄雪草（学名：[Leontopodium discolor] 错误：{{Lang}}：文本有斜体标记（帮助））是菊科火絨草屬的多年生草本植物，主要分布于日本北海道及俄罗斯库页岛等地。环境省已经将其列为红色名录濒危类中。

## 名称
其拉丁属名来自古希臘語：（[léōn] 错误：{{Lang}}：文本有斜体标记（帮助），狮子）和[πούς] 错误：{{Lang}}：文本有斜体标记（帮助）（[pódion] 错误：{{Lang}}：文本有斜体标记（帮助），脚），以形容其带绒毛、稍坚实的“花瓣”（实际上是苞片）。而其种加词意为“异色”。
在日语中称为蝦夷薄雪草或礼文薄雪草，来自于其主要分布地虾夷（北海道）礼文岛。

## 用途
其嫩叶烹饪后可食。